# Tour Saint-Nicolas (Fougères)
Pour l’article homonyme, voir Tour Saint-Nicolas.
La tour du Saint-Nicolas est une tour médiévale située à Fougères, dans le département d’Ille-et-Vilaine, en région Bretagne.

## Localisation
La tour Saint-Nicolas est située dans le département français d'Ille-et-Vilaine, sur la commune de Fougères. Érigée sur une parcelle cadastrée section AT, numéro 803, anciennement section B, numéro 867, au cadastre napoléonien de Fougères établi en 1821, elle se trouve à l'angle de la place Lariboisière (n°12) et de la rue de Pommereul (n°8).

## Historique
Tout comme la tour du Four et celle du Midi, la tour Saint-Nicolas constituait un ouvrage défensif des remparts est de la ville haute de Fougères, lesquels reliaient la porte Roger à la porte Saint-Léonard. Si le bâtiment actuel paraît avoir été érigé sous le duc François II entre 1449 et 1468, au titre des travaux de reconstruction et de renforcement d'une enceinte malmenée lors du siège et de la prise de la Fougères par l’Aragonais Surienne, il est possible qu'une autre tour lui préexistât, qu'elle fût par la suite entièrement rebâtie ou seulement adaptée aux progrès de l'artillerie comme le pense le Vicomte Le Bouteillier, historien de la ville et de son pays.

La tour est connue sous diverses appellations : tour Saint-Nicolas, tour des Noyers ou tour de la Surprise. Ce dernier nom évoque la prise nocturne de la ville par François Surienne et ses mercenaires, attaque aussi inattendue qu'imprévisible puisqu'elle intervint en plein carême et trêve de la guerre de Cent Ans, tendant à confirmer qu'un ouvrage de défense existait bel et bien déjà en avril 1449 sur le front est de la cité, dans une zone particulièrement vulnérable et dépeuplée. L'aventurier décida en effet de porter la charge dans un quartier peu résidentiel occupé par l'Hôtel-de-Ville, l'église Saint-Léonard, l'hôpital, appelé Maison-Dieu, et sa chapelle attenante, dédiée à saint Nicolas. Le vocable de ce dernier édifice fut donné par extension à l'hôpital comme à la tour, laquelle jouxtait ses jardins, sans doute plantés de noyers.

L'Union de la Bretagne à la France conjuguée à l'évolution des pratiques et techniques militaires rendirent rapidement caducs l'entretien et le maintien d'une enceinte urbaine à Fougères. Nombre de ses ouvrages défensifs furent afféagés avant de disparaître au cours de la seconde moitié du XVIIIe siècle. La tour Saint-Nicolas subsista néanmoins, mais les religieuses augustines, en charge de l'hôpital depuis 1672, décidèrent d'ériger au dessus des dépendances pour loger le desservant de la chapelle, lesquelles constructions subsistèrent jusqu'aux années 1990. Entretemps, la Révolution sécularisa les lieux qui devinrent une maison d'habitation dont le rez-de-chaussée était occupé par le café Guillard, à proximité immédiate de la cohue transportée au bas de la place Lariboisière en 1890.

## Architecture
Les remparts est de la ville de Fougères étaient précédés de fossés dont le comblement intervint à la fin de l'ancien régime et dont le souvenir subsiste dans le nom que reçut la place de la Douve. De fait, l'appréhension en élévation de la tour Saint-Nicolas s'en trouve faussée, l'édifice ayant compté au moins deux étages couronnés par une terrasse reposant sur des mâchicoulis, dont quelques arrachements sont conservés, cette dernière sans doute ceinte de merlons. La date où est intervenue la destruction de la partie antérieure de la tour, de forme semi-circulaire, n'est pas connue, mais le grand balcon qui précédait la maison d'habitation édifiée sur l'ouvrage militaire, lequel ne disparut qu'à l'extrême fin du siècle passé, en reprenait le dessin.

La tour Saint-Nicolas, tour de flanquement en U, ne fut jamais associée à une porte ou poterne : l'actuelle rue de Pommereul n'a été percée qu'à la fin du Second Empire, après la destruction de la chapelle de l'ancien hôpital. L'ouvrage était d'ailleurs antiquement desservi en franchissant le porche de l'hôpital Saint-Nicolas et en traversant sa cour. Longtemps noyés dans des bâtiments civils, partiellement occultés sur leur droite par un immeuble datant des débuts de la Troisième République et aujourd'hui démoli, les vestiges de la Tour n'ont guère été visibles pendant deux siècles, ceci expliquant qu'ils n'ont pas fait l'objet d'une procédure de protection au titre des monuments historiques comme le reste de l'enceinte urbaine.

Seule subsiste aujourd'hui la partie arrière de la tour, et plus exactement les costales nord et sud percées de canonnières. Ces murs puissants présentent une épaisseur notoire pour résister au choc des boulets de canons. Ils sont construits en moellons de cornéenne et de granite, et ornés de deux bandeaux de pierres de taille de cette dernière roche.

## Galerie

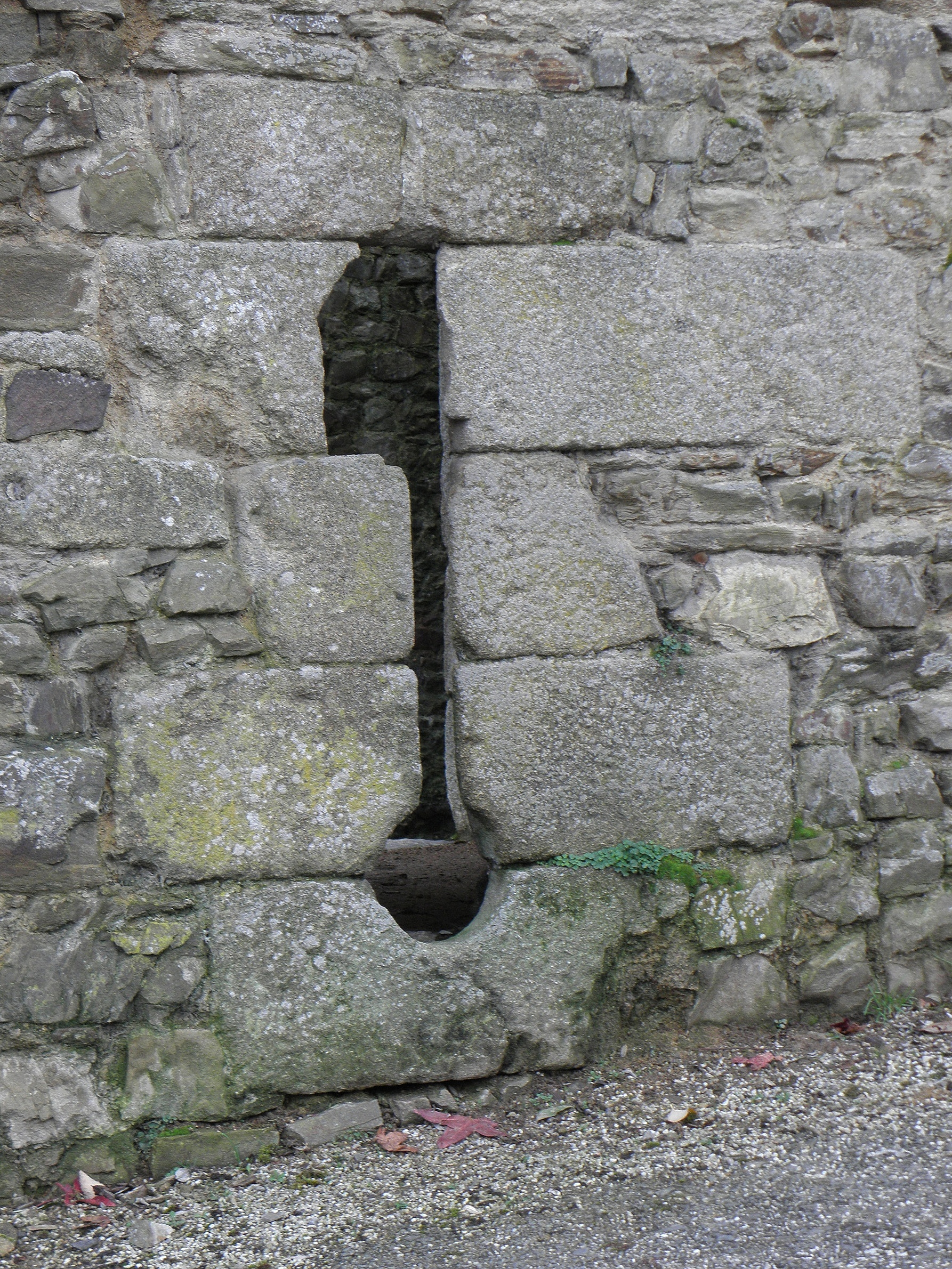
Archère-canonnière du mur nord.
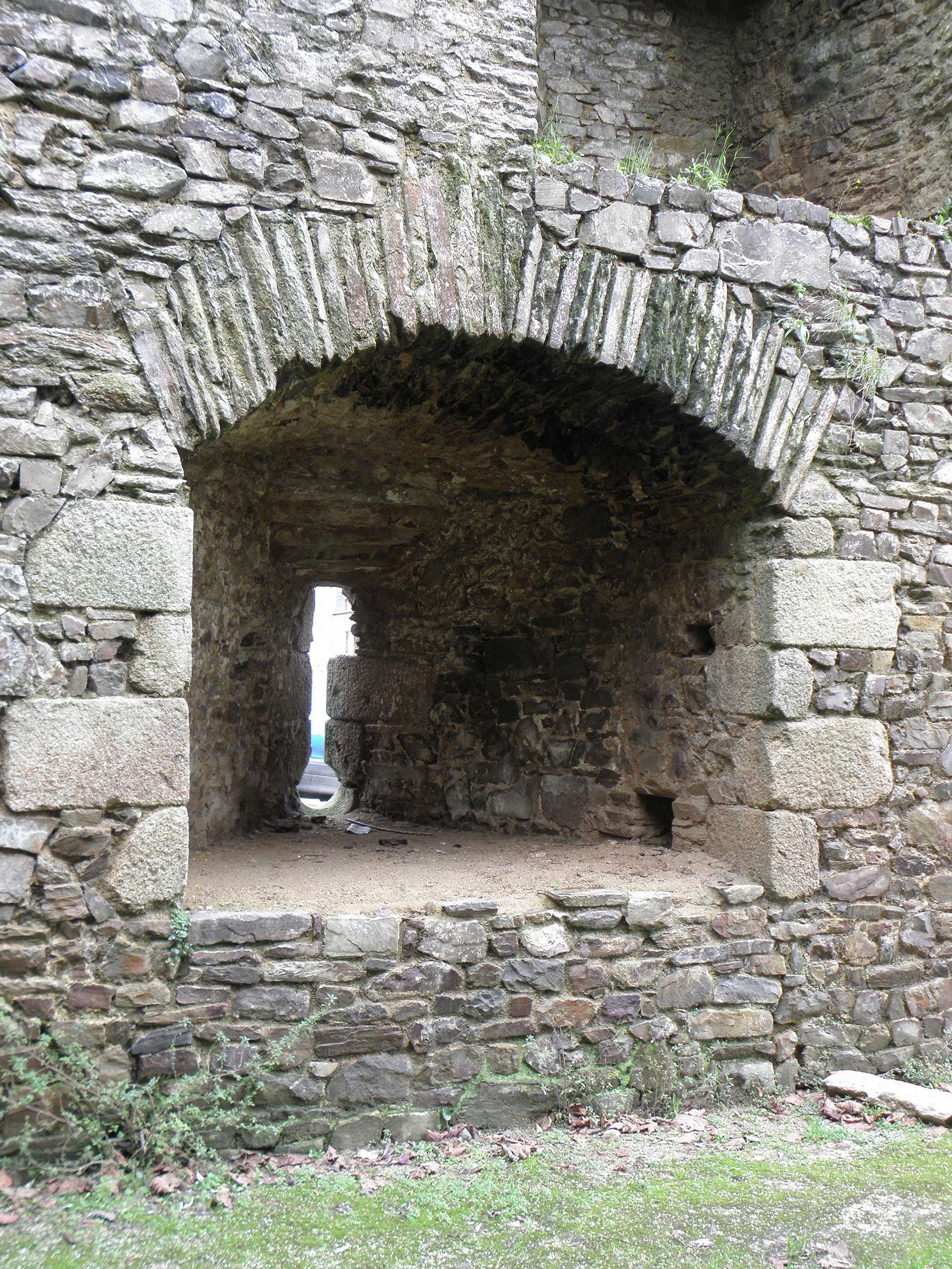
Canonnière nord vue de l'intérieur.
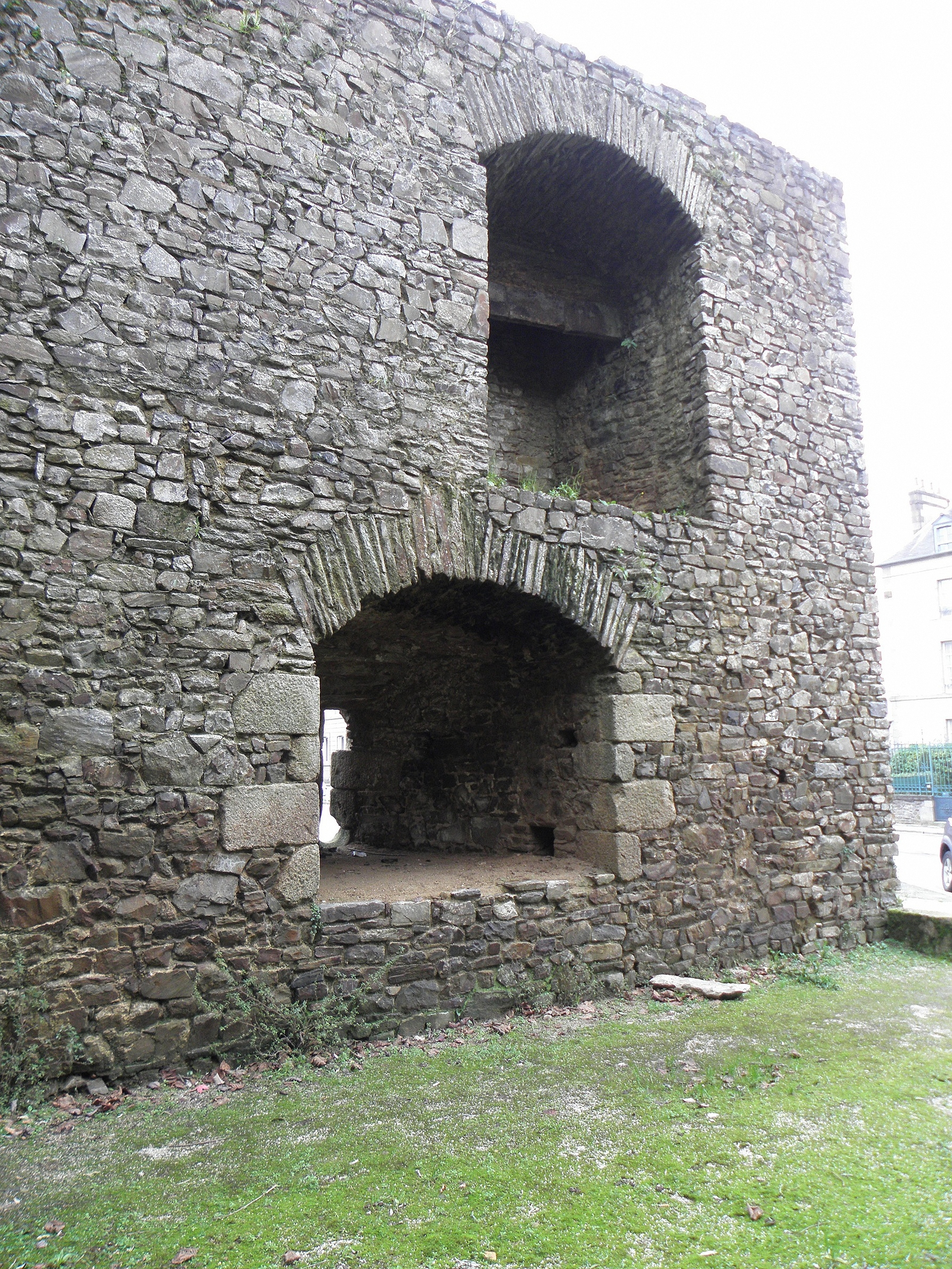
Intérieur de la costale nord de la tour.
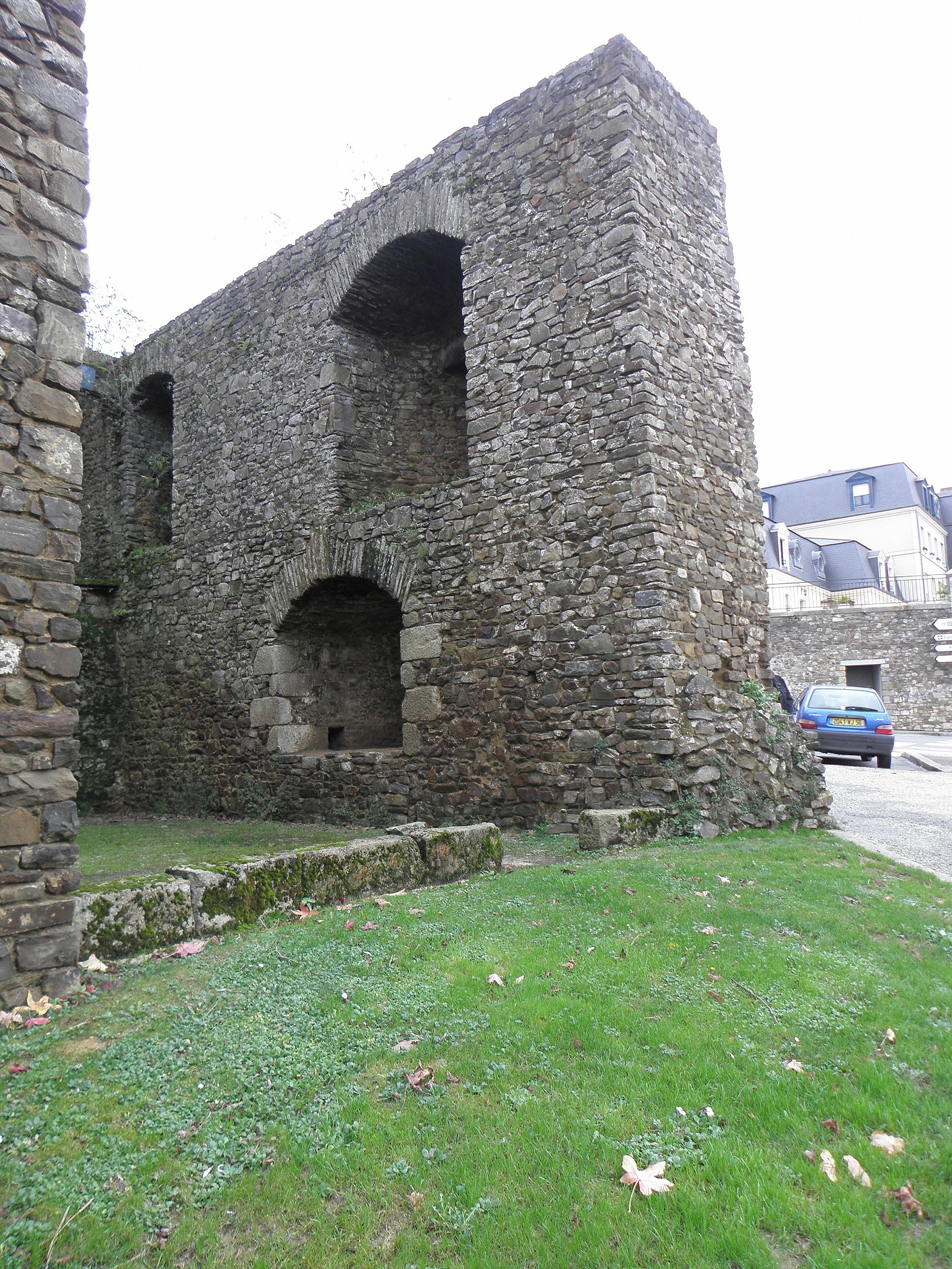
Élévation intérieure du mur septentrional.
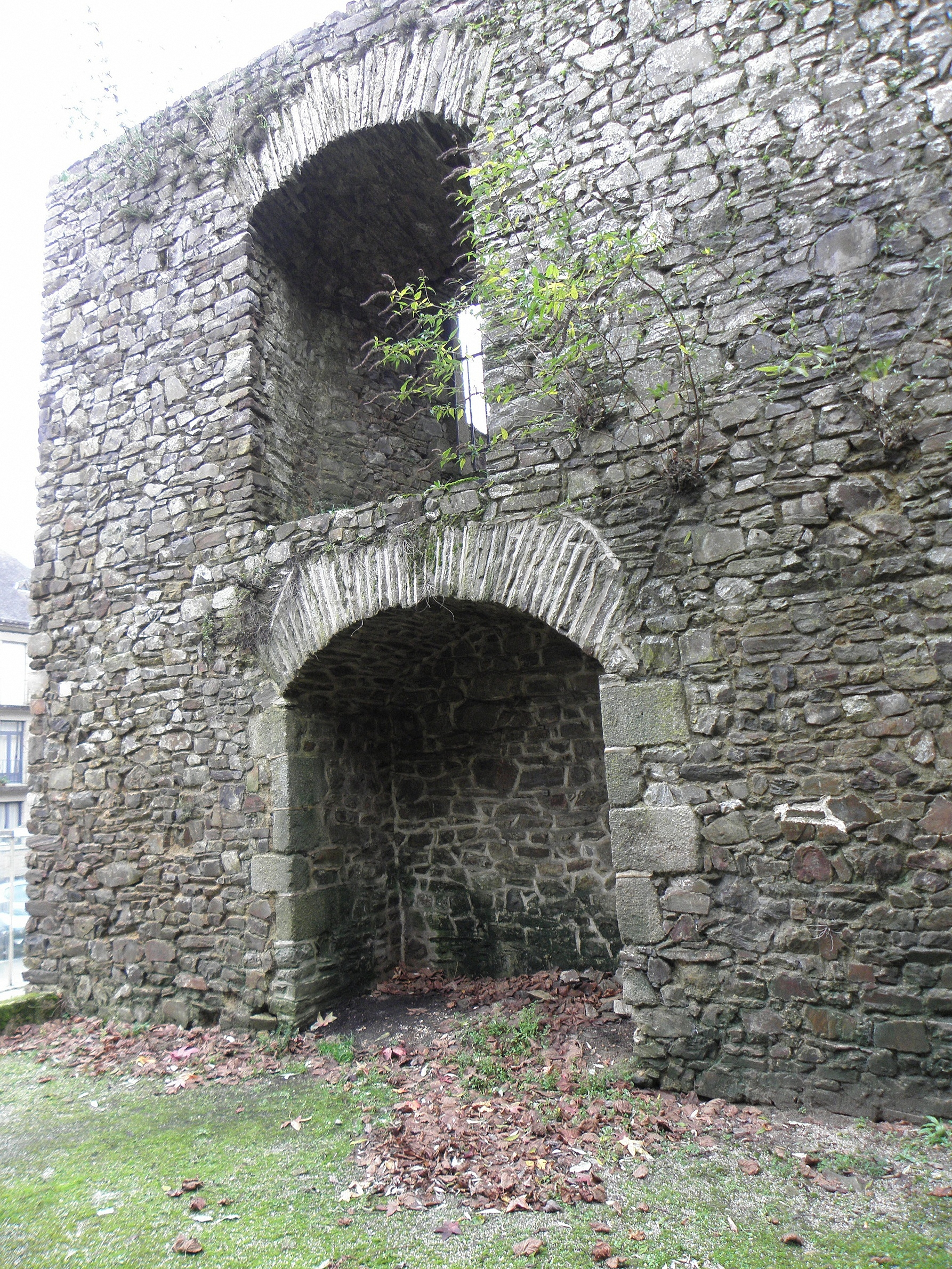
Intérieur de la costale sud de la tour.